# فيسنتي باولو دا سيلفا
فيسنتي باولو دا سيلفا هو سياسي برازيلي، ولد في 8 أبريل 1956 في سانتا كروز، ريو غراندي دو نورتي في البرازيل. نشط حزبياً في حزب العمال البرازيلي. وقد انتخب النائب الاتحادي لساو باولو ‏ خلال فترته النيابية ‏ (1 فبراير 2019 – ) وانتخب عضو مجلس النواب البرازيلي ‏ عن دائرة São Paulo ‏ وقد انضم خلال فترته النيابية ‏ للكتلة البرلمانية حزب العمال البرازيلي.